# Лејк Изабела (Мичиген)
Лејк Изабела (енгл. Lake Isabella) град је у америчкој савезној држави Мичиген.

## Демографија
По попису из 2010. године број становника је 1.681.
| Група             | 2000.    | 2010.         |
| Белци             | 0 (0,0%) | 1.565 (93,1%) |
| Афроамериканци    | 0 (0,0%) | 7 (0,4%)      |
| Азијати           | 0 (0,0%) | 8 (0,5%)      |
| Хиспаноамериканци | 0 (0,0%) | 60 (3,6%)     |
| Укупно            | 0        | 1.681         |